# 伯奈利新星泵動式霰彈槍
伯奈利新星（英語：Benelli Nova）是一款由意大利槍械製造商伯奈利公司在1990年代後期所研製和生產的現代化標準型泵动式霰彈槍，適合獵人、執法機關和軍隊三方使用，可以發射任何12鉛徑或20鉛徑霰彈。
其最具創新性和顯著特點是把單件式機匣和由複合材料製造、可令後座力大幅減少的槍托、護木設計成極具科幻風格的新世代流線造形，把構成槍械的零件減至最低，和使用钢以增強聚合物硬度。加長的前護木延伸到機匣前端，向後滑動時會覆蓋住下機匣。

## 特點
- 綜合整體型槍托和機匣保險：防止潮濕所引來的故障。
- 十字型槍機钢製增强板安全保險
- 延長管式彈倉：可以有效地增加管式彈倉的彈藥至7發（23⁄4英吋12鉛徑霰彈藥筒）、6發（3英吋12鉛徑霰彈藥筒）或5發（31⁄2英吋12鉛徑霰彈藥筒）。
- 可容納3.5英寸彈藥的膛室：可在管狀彈倉內任意裝填所有類型（鹿彈、鳥彈、重擊彈、木棍彈、豆袋彈、催淚彈、高能量實心彈）及長度（23⁄4英吋、3英吋、3.5英吋）的12鉛徑霰彈藥筒。
- 後座力緩衝裝置：這個可以利用安裝一個特殊支架，注入汞（水銀）到槍托的內部以減少後座力。該槍托可容納14安士（oz）的水銀罐，利用吸收射擊產生的後座力以後，分散到全槍托內部的四處，加上槍托內部的高效能緩衝裝置和由橡膠製造的後座緩衝墊（英语：Recoil pad），從而大大降低整體的後座力。
- 可任意轉換的氚光瞄準具：戰術性瞄準具，提供不斷的發光的瞄準輔助。
- 手動保險按鈕：裝在扳機護環前端，以便輕鬆地操作員手動保險。
- 護木的管式彈倉鎖：裝在護木底部，以便輕鬆地退卸彈倉內的所有霰彈藥筒而無需經過排彈殼口。

## 後座力緩衝裝置
如果直接使用31⁄2英吋的12鉛徑超級馬格南霰彈藥筒的話，發射後所造成的後座力可是非常嚴重的痛苦。該霰彈槍很輕的原因是它使用钢和聚合物以保持硬度和減輕重量。但因為重量輕的關係，所以該霰彈槍和使用者都要承受高初速所引致的巨大後座力。
但如果使用後座力緩衝裝置的話會有助使用者大大減少後座力和畏縮，並且讓其更快地準備第二發射擊。但後座力緩衝裝置只是其中一款可選附件，而且必須從伯奈利、任何較常見的霰彈槍店的網站或原來出售或預訂的公司之中單獨購入。
後座力緩衝裝置可以分為兩個主要組成部分：
1. 以機械式支架連接至槍托的內部；和
2. 以汞（水銀）元素，插入支架後注入槍托的內部作主要緩衝裝置。

## 衍生型
伯奈利新星亦有3種衍生型，分為2種主要模式和1種主要衍生型：

### 伯奈利新星狩獵型
伯奈利新星狩獵型（英語：Benelli Nova Hunting）：這種模式的主要目的是狩獵用途。可以轉換成各種槍管和瞄準鏡配件，大多數用於狩獵和／或陷阱／雙向飛碟射擊。它可以使用黑色和迷彩這2種外型。因為使用聚合物包覆機匣和槍托，以及使用专利級的塗層塗上護木等部份和槍管，所以它們被認定都是防水及耐腐蚀的關鍵。槍管可以轉換成帶膛線槍管或滑膛槍管，通常是24、26或28英吋這三種的長度。這種模式亦可選擇12鉛徑20鉛徑霰彈。另外，還有5種類型的喉缩可以選擇。

### 伯奈利新星戰術型
伯奈利新星戰術型（英語：Benelli Nova Tactical）：這種模式的主要目的是防衛用途。採用18英吋槍管，可選擇和步槍一樣的红色缺口式照門或鬼環式照門（可調節屈光度），以便比狩獵型更容易掌握和更快地瞄準。槍管是滑膛型，而且沒有膛線，因此在較長的距離是不準確的。和狩獵型的防水及耐腐蚀設計略有一些不同，除了標準的黑色塗層上再鍍上一層镍以外，基本上和其他的毫無差別。這種模式的唯一一種口徑是12鉛徑霰彈。

### 伯奈利超級新星
伯奈利超級新星（英語：Benelli SuperNova）：這種衍生型仍然保留伯奈利新星的後座力緩衝裝置，但最大的改進就是槍托可以轉換標準霰彈槍槍托或手槍握把槍托。這種衍生型也裝有一個更大的扳機。

## 使用國
- 英国
  - 埃塞克斯警察
- 美国
  - 多個地方警察部門

## 恐怖襲擊
在2011年挪威爆炸和枪击事件中，槍手安德斯·贝林·布雷维克使用的武器當中包括了一支伯奈利新星泵動式霰彈槍。

## 流行文化

### 电影
- 2013年—：由主角專業罪犯、賽車手和逃亡者多米尼克·托雷托（簡稱：唐老大，Dominic Toretto，馮·迪索飾演）所使用。

### 電子遊戲
- 2005年—：型號為戰術型，命名為「伯奈利新星」，使用整合了戰術燈的戰術護木，可發射00號鹿彈、重彈頭和非致命性豆袋彈。
- 2010年—：命名為「黃金霰彈槍」，為遊戲中火力最強大的霰彈槍。
- 2012年—：為CS:GO中追加的新武器，命名為「新星」（Nova），用以替代前作的伯奈利M3 Super 90。
- 2012年—《战争前线》：型号为战术型，命名为“Benelli Nova Tactical”，为医疗兵专用武器，高级解锁，可以改装枪口配件（通用消音器、霰弹枪消音器、霰弹枪制退器、霰弹枪刺刀）以及瞄准镜（EOTECH 553全息瞄准镜、绿点全息瞄准镜、红点瞄准镜、Aimpoint Comp M4S瞄准镜、Mojji Zero红点瞄准镜），擁有雪地迷彩塗裝版本，強化威力與射程，配件自带迷彩涂装。
  - 雪地版本可以通過抽獎與生存模式“冷鋒行動”系列地圖通關獎勵箱獲得。

## 資料來源
1. ↑  . Týden. 24 July 2011  [2020-09-29]. （原始内容存档于2017-04-29） （捷克语）.（Google Translate link）

## 外部連結
- （英文）—Official Manufacturer's Website—Benelli Nova Pump
- （英文）—Benelli Nova operator's manual[永久]
- （英文）—Manufacturer's Website（页面存档备份，存于）
- （意大利文）—Official Nova page—
  - Nova
  - Nova Tactical
- （英文）—Modern Firearms—Benelli Nova shotgun（页面存档备份，存于）
- （英文）—Beretta LE Catalog
- （英文）—The Firearm Blog.com—
  - Benelli Nova 12 Gauge Shotgun Review（页面存档备份，存于）
  - POTD: Free Benelli Shotgun With Purchase Of A Diamond（页面存档备份，存于）
- （英文）—Tactical-Life.com—
  - Benelli Nova 12 ga.（页面存档备份，存于）
  - Top 12 Tactical Shotguns For Law Enforcement Pros（页面存档备份，存于）
  - Benelli Law Enforcement Continues Annual Trade In/Trade Up Promo（页面存档备份，存于）
- （英文）—Personal Defense World.com—12 Pump-Action Shotguns From GUN BUYER'S ANNUAL（页面存档备份，存于）
- （简体中文）—槍炮世界—NOVA系列（页面存档备份，存于）